# Сергеенков, Олег Алексеевич
Оле́г Алексе́евич Сергее́нков (1 января 1936, д. Залосемье, Калининская область — 15 января 2025) — капитан судна, Герой Социалистического Труда, лауреат Государственной премии СССР.[[Файл:Оле́г Алексе́евич Серге́нков.jpg|thumb|Оле́г Алексе́евич Серге́нков]]

## Биография
Окончил семилетнюю школу.
В 1951—1956 годах учился в Рижском речном училище.
С 1956 года работал в Беломорско-Онежском пароходстве помощником капитана, капитаном теплохода «Балтийский-9». После окончания в 1970 году Ленинградского мореходного училища с присвоением квалификации штурмана дальнего плавания, до 1997 года служил капитаном дальнего плавания.
За освоение судов «река-море» и бесперевалочную перевозку грузов стал Лауреатом Государственной премии СССР за выдающиеся достижения в труде в 1982 году.
В 1986 году присвоено звание Героя Социалистического Труда, награждён Орденом Ленина (дважды), Орденом «Знак Почёта».
Был женат. Имел двоих дочерей. Жил в г. Петрозаводске на улице Луначарского (Республика Карелия). Умер 15 января 2025 года в возрасте 89 лет.